# Diocesi di Kidapawan
La diocesi di Kidapawan (in latino Dioecesis Kidapavanensis) è una sede della Chiesa cattolica nelle Filippine suffraganea dell'arcidiocesi di Cotabato. Nel 2021 contava 582.182 battezzati su 1.022.758 abitanti. È retta dal vescovo José Colin Mendoza Bagaforo.

## Territorio
La diocesi comprende dodici comuni sull'isola di Mindanao, di cui nove nella provincia di Cotabato, due nella provincia di Maguindanao e uno nella provincia di Sultan Kudarat.
Sede vescovile è la città di Kidapawan, dove si trova la cattedrale di Nostra Signora Mediatrice di tutte le Grazie.
Il territorio si estende su 5.199 km² ed è suddiviso in 18 parrocchie.

## Storia
La prelatura territoriale di Kidapawan fu eretta il 12 giugno 1976 con la bolla Quas Venerabilis di papa Paolo VI, ricavandone il territorio dalla prelatura territoriale di Cotabato (oggi arcidiocesi). Originariamente era suffraganea dell'arcidiocesi di Davao.
Il 5 novembre 1979 è entrata a far parte della provincia ecclesiastica dell'arcidiocesi di Cotabato.
Il 15 novembre 1982 la prelatura territoriale è stata elevata a diocesi con la bolla Cum Decessores di papa Giovanni Paolo II.

## Cronotassi dei vescovi
Si omettono i periodi di sede vacante non superiori ai 2 anni o non storicamente accertati.
- Federico Ocampo Escaler, S.I. † (12 giugno 1976 - 23 febbraio 1980 nominato prelato di Ipil)
- Orlando Beltran Quevedo, O.M.I. (23 luglio 1980 - 22 marzo 1986 nominato arcivescovo di Nueva Segovia)
- Juan de Dios Mataflorida Pueblos † (3 febbraio 1987 - 27 novembre 1995 nominato vescovo di Butuan)
- Romulo Geolina Valles (24 giugno 1997 - 13 novembre 2006 nominato arcivescovo di Zamboanga)
- Romulo Tolentino De La Cruz † (14 maggio 2008 - 15 marzo 2014 nominato arcivescovo di Zamboanga)
  - Sede vacante (2014-2016)
- José Colin Mendoza Bagaforo, dal 23 luglio 2016

## Statistiche
La diocesi nel 2021 su una popolazione di 1.022.758 persone contava 582.182 battezzati, corrispondenti al 56,9% del totale.
| anno | popolazione | popolazione | popolazione | presbiteri | presbiteri | presbiteri | presbiteri                | diaconi | religiosi | religiosi | parrocchie |
| anno | battezzati  | totale      | %           | numero     | secolari   | regolari   | battezzati per presbitero | diaconi | uomini    | donne     | parrocchie |
| ---- | ----------- | ----------- | ----------- | ---------- | ---------- | ---------- | ------------------------- | ------- | --------- | --------- | ---------- |
| 1980 | 239.275     | 377.000     | 63,5        | 14         | 4          | 10         | 17.091                    |         | 10        | 39        | 13         |
| 1990 | 450.000     | 497.000     | 90,5        | 27         | 11         | 16         | 16.666                    | 1       | 22        | 29        | 15         |
| 1999 | 569.468     | 730.087     | 78,0        | 37         | 20         | 17         | 15.391                    |         | 25        | 43        | 13         |
| 2000 | 569.468     | 730.087     | 78,0        | 34         | 23         | 11         | 16.749                    |         | 18        | 44        | 13         |
| 2001 | 576.083     | 759.242     | 75,9        | 40         | 29         | 11         | 14.402                    |         | 17        | 44        | 13         |
| 2002 | 411.682     | 682.585     | 60,3        | 36         | 22         | 14         | 11.435                    |         | 21        | 46        | 13         |
| 2003 | 438.880     | 751.999     | 58,4        | 33         | 22         | 11         | 13.299                    |         | 18        | 47        | 15         |
| 2004 | 448.491     | 768.466     | 58,4        | 33         | 23         | 10         | 13.590                    |         | 18        | 48        | 15         |
| 2006 | 465.000     | 798.000     | 58,3        | 34         | 24         | 10         | 13.676                    |         | 18        | 46        | 14         |
| 2013 | 475.672     | 903.000     | 52,7        | 37         | 25         | 12         | 12.856                    |         | 16        | 49        | 17         |
| 2016 | 526.975     | 908.577     | 58,0        | 37         | 28         | 9          | 14.242                    |         | 13        | 51        | 17         |
| 2019 | 547.497     | 948.149     | 57,7        | 36         | 26         | 10         | 15.208                    | 2       | 29        | 54        | 18         |
| 2021 | 582.182     | 1.022.758   | 56,9        | 38         | 31         | 7          | 15.320                    | 1       | 19        | 57        | 18         |